# スポーツジャングル
『スポーツジャングル』（英: SPORTS JUNGLE）は、フジテレビ系列で2016年4月12日未明（11日深夜）から2017年3月14日未明（13日深夜）まで放送されていたスポーツトークバラエティ番組である。

## 概要
スポーツ界の様々な人物をスタジオに招き、視聴者を奥の深いスポーツの世界へといざなう。コンセプトは「スポーツの未知なる世界を探検」。
フジテレビで浜田雅功（ダウンタウン）がMCを務めていた『ジャンクSPORTS』（以下、『ジャンク』）から多くを継承しており、後継番組とも言える。
制作は、『ジャンク』がスポーツ局なのに対し、当番組はバラエティ（制作局第二）制作センターである。番組内企画には浜田やスタジオゲストをはじめ、スタッフも参加している。
2017年3月14日の放送を以て、約1年の放送の歴史に幕を下ろした。最終回では、番組の終了に関する挨拶やお知らせはないまま締めた。

## 出演者

### 司会
- 浜田雅功（ダウンタウン）

### 進行
- 宮司愛海（フジテレビアナウンサー）
- 生田竜聖（フジテレビアナウンサー）

### ナレーター
- 塩原恒夫（フジテレビアナウンサー）
- 武田祐子（フジテレビアナウンサー）
- 落合福嗣

## 放送リスト
※（）内はテーマ・企画と特集された回。スタジオゲストのみをまとめる。選手は放送時に現役だった人。
| 2016年 | 2016年                | 2016年 | 2016年                                                              | 2016年                                                  | 2016年                                      |
| #      | 放送日                | 選手 | スタッフ・運営                                                      | 経験者・愛好家                                          | 紹介・企画タレント                          |
| ------ | --------------------- | --- | ------------------------------------------------------------------- | ------------------------------------------------------- | ------------------------------------------- |
| 123    | 4月12日4月19日4月26日 | 吉村真晴（卓球・#1） 冨田真紀子（女子ラグビー・#2） 井上尚弥（ボクシング・#3） | 原晋（陸上・#1）                                                    | 石井一久（野球・#2）                                    | 小籔千豊（競馬・#3）                        |
| 456    | 5月3日5月10日5月17日  | 葛西紀明（スキージャンプ・#4） 竹中絢音（アームレスリング・#5） 新城幸也（サイクルロードレース・#6）                                                                                 | 脇阪寿一（SUPER GT・#5）                                            | 村主千香（フィギュアスケート・#4）                      | 秋山竜次（ボディビル・#6）                  |
| 789    | 5月24日5月31日6月7日  | 山田章仁（ラグビー・#7） ホラニ龍コリニアシ（ラグビー・#7） 中川未由希（ホッケー・#8）                                                                                               | 宇佐美里香（空手・#9）                                              | 高橋尚成（野球・#8） 松木安太郎（サッカー・#9）         | 小籔千豊（野球・#7）                        |
| 1011   | 6月14日6月21日        | 竹内智香（スノーボード・#10） 小林優香（ガールズケイリン・#11） 小川美咲（ガールズケイリン・#11）                                                                                    | 鳴戸親方（相撲・#10）                                               | 把瑠都（相撲・#10）                                     | 武井壮（クリケット・#11）                   |
| 12     | 6月28日               | 野口啓代（クライミング・#12） 松井千士（7人制ラグビー・#12） 竹内智香、小林優香 | -                                                                   | 把瑠都（相撲・#10）                                     | 武井壮（クリケット・#11）                   |
| 1314   | 7月5日7月12日         | 太田宏介（サッカー・#13） 奥原希望（バドミントン・#13） 高藤直寿（柔道・#14） | -                                                                   | 篠原信一（柔道・#14） 岡崎朋美（スピードスケート・#14） | 博多華丸（クイズ・#15）                     |
| 15     | 7月19日               | 大橋海人（サーフィン・#15） 水野亜彩子（サーフィン・#15） 太田宏介 | -                                                                   | 篠原信一（柔道・#14） 岡崎朋美（スピードスケート・#14） | 博多華丸（クイズ・#15）                     |
| 1617   | 7月26日8月2日         | 八重樫東（ボクシング・#17） 宝城カイリ（女子プロレス・#18） | 仲田健（フィジカルトレーナー・#17） 大橋秀行（ボクシング・#17）     | 宮下純一（競泳・#16）                                   | 千原ジュニア（ボクシング・#16）             |
| 18     | 8月9日                | 池崎大輔（ウィルチェアーラグビー・#18） 宝城カイリ、八重樫東 | 大橋秀行                                                            | -                                                       | 豊本明長（女子プロレス・#18） 千原ジュニア  |
| 1920   | 8月16日8月23日        | 槙野智章（サッカー・#19） 柏木陽介（サッカー・#19） 小玉絵里加（トライアル・#19） 小原聡将（ジェットスポーツ・#20）                                                                  | -                                                                   | 山本千尋（武術太極拳・#20）                             | 岡田圭右（クイズ・#21）                     |
| 21     | 8月30日               | 髙橋靖彦（ラート・#21） 堀口文（ラート・#21） 槙野智章、柏木陽介 | -                                                                   | 山本千尋（武術太極拳・#20）                             | 岡田圭右（クイズ・#21）                     |
| 22     | 9月6日                | 鈴木徹（パラリンピック走高跳・#22） 山本アーセン（RIZIN・#23） 五十嵐圭（バスケットボール・#24） 池治ちあき（アルティメット・#29）                                                   | 高田延彦（RIZIN統括本部長・#23） 大河正明（Bリーグチェアマン・#24） | -                                                       | 武井壮（クイズ・#22） ヒデ（競馬・#23）     |
| 23     | 9月13日               | 鈴木徹（パラリンピック走高跳・#22） 山本アーセン（RIZIN・#23） 五十嵐圭（バスケットボール・#24） 池治ちあき（アルティメット・#29）                                                   | 高田延彦                                                            | -                                                       | ヒデ                                        |
| 24     | 9月20日               | 吉村真晴(#24&25) 水谷隼（卓球・#24&25） 丹羽孝希（卓球・#24&25） 羽根田卓也（カヌー・#25） 松田丈志（競泳・#26） 高藤直寿(#26) 五十嵐圭、鈴木徹                                      | 大河正明、高田延彦                                                  | -                                                       | たむらけんじ（ニュース・#27） 武井壮、ヒデ  |
| 2527   | 10月11日10月25日      | 植草歩（空手・#27） 羽根田卓也、松田丈志、水谷隼、吉村真晴、丹羽孝希、高藤直寿 | -                                                                   | -                                                       | たむらけんじ                                |
| 26     | 10月18日              | 松田丈志、高藤直寿、植草歩、水谷隼、吉村真晴 | -                                                                   | -                                                       | たむらけんじ                                |
| 2830   | 11月1日11月15日       | 才賀紀左衛門（RIZIN・#28） 川田将雅（競馬・#29） 木村真野（シンクロナイズドスイミング・#28） 木村紗野（シンクロナイズドスイミング・#28） 伊藤慎一（ウイングスーツ・フライング・#30） | -                                                                   | -                                                       | RG（総合格闘技・#28） 武井壮（クイズ・#30） |
| 29     | 11月8日               | 才賀紀左衛門、川田将雅、木村真野、木村紗野、池治ちあき、五十嵐圭、鈴木徹、山本アーセン                                                                                               | 高田延彦                                                            | -                                                       | RG、武井壮、ヒデ                            |
| 31     | 11月22日              | 田知本遥（柔道・#31） 永田隼也（ダウンヒル・#31） 金子有沙（ダブルダッチ・#33） 金子寧々（ダブルダッチ・#33） 相澤めぐみ（ダブルダッチ・#33）                                        | -                                                                   | クロマティ（野球・#33）                                 | ビビる大木（助っ人外国人・#33）             |
| 32     | 11月29日              | 佐藤希望（フェンシング・#32） 金子有沙、金子寧々、相澤めぐみ、永田隼也、田知本遥 | -                                                                   | -                                                       | 黒瀬純（名門校・#32）                       |
| 33     | 12月6日               | 佐藤希望（フェンシング・#32） 金子有沙、金子寧々、相澤めぐみ、永田隼也、田知本遥 | -                                                                   | クロマティ                                              | ビビる大木、黒瀬純                          |
| 34     | 12月13日              | 井上尚弥(#34) 八重樫東(#34) RENA（格闘技・#34） 新城幸也（#36） | -                                                                   | 市川美余（カーリング・#35）                             | 平子祐希（女子格闘家・#34）                 |

| 2017年 | 2017年               | 2017年 | 2017年                    | 2017年                                 | 2017年                                     |
| #      | 放送日               | 選手 | スタッフ・運営            | 経験者・愛好家                         | 紹介・企画タレント                         |
| ------ | -------------------- | --- | ------------------------- | -------------------------------------- | ------------------------------------------ |
| 35     | 1月10日              | 西村碧莉（スケートボード・#36） 井上尚弥、八重樫東、新城幸也、RENA                                                   | -                         | 渡辺航（弱虫ペダル作者・#36） 市川美余 | 松尾陽介（プロ野球選手名鑑・#35） 平子祐希 |
| 36     | 1月17日              | 新城幸也、西村碧莉、井上尚弥、八重樫東                                                                               | -                         | 渡辺航                                 | 松尾陽介                                   |
| 373839 | 1月24日1月31日2月7日 | 田澤純一（野球・#37） 馬淵優佳（飛込み・#37） 成田美寿々（ゴルフ・#38） ZiNEZ（フリースタイルバスケットボール・#39） | 高津臣吾（野球・#39）     | -                                      | 藤田憲右（引退試合・#38）                  |
| 40     | 2月14日              | 吉田沙保里（レスリング・#40） 登坂絵莉（レスリング・#40） 土性沙羅（レスリング・#40） 川井梨紗子（レスリング・#40）  | 栄和人（レスリング・#40） | -                                      | スピードワゴン（落合博満・#43）            |
| 4142   | 2月21日2月28日       | 祝勝会 | 祝勝会                    | 祝勝会                                 | 祝勝会                                     |
| 43     | 3月7日               | 金田久美子（ゴルフ・#43） 村田諒太（ボクシング・#44） 吉田沙保里                                                     | 栄和人                    | -                                      | スピードワゴン                             |
| 44     | 3月14日              | 早福和彦（アメリカズカップ・#44） 村田諒太、吉田沙保里、金田久美子                                                   | 早福和彦、栄和人          | -                                      | スピードワゴン                             |

## エピソード
- 2016年4月26日放送回で、試合（5月8日）勝利を条件に浜田が井上尚弥に高級焼き肉を奢ることを約束。井上が勝利し約束を果たした模様が5月17日放送回にて放送された。また、12月13日放送回では、井上・八重樫東・RENAの3人と上記と同じ事を約束。全員が勝利（試合は12月30日に井上・八重樫、12月31日にRENA）し約束を果たした模様が2017年2月21・28日放送回にて放送された。なお、この回には宮司と武井壮も参加した。
- 2016年12月13日放送回で、RENAのユニフォームに番組マスコットキャラクターを入れることを約束。試合ではトランクス前面に入っていた。

## グッズ
※フジテレビe!ショップにて販売。
- マフラータオル[5]

## スタッフ
- 構成：町田裕章、一文無隼人、藤本昌平、森泉たつひで
- TP：児玉洋（フジテレビ）
- TD：高瀬義美
- SW：小川利行
- CAM：小林光行
- VE：高橋正直
- AUD：加瀬悦史
- 照明：甲斐則行
- 編集：渡邊実、古屋卓
- MA：土屋信
- 音効：星裕介
- TK：星美香
- 美術制作：棈木陽次（フジテレビ）
- 美術進行：内山高太郎
- 美術デザイン：鈴木賢太（フジテレビ）
- 大道具：藤沢和雄
- アクリル装飾：高橋瞳
- 小道具：門間誠、西村怜子
- アートフレーム：石井智之
- メイク：山田かつら
- 植木装飾：後藤健
- リサーチ：志土地俊
- 技術協力：ニユーテレス、fmt、マルチバックス、IMAGICA、東京オフラインセンター、4-Legs
- 広報：高橋慶哉（フジテレビ）
- デスク：吉岡沙織（フジテレビ）
- 制作協力：吉本興業、ビーダッシュ
- AP：河合ちはる（フジテレビ）
- AD：
- ディレクター：中田三浩（ビーダッシュ）、中内竜也、篠崎友和、石川隼（フジテレビ）、湯江唯一
- プロデューサー：蜜谷浩弥・滝澤美衣奈（フジテレビ）、稲冨聡（よしもとクリエイティブ・エージェンシー）、 林敏博（ビーダッシュ）/藤田信彦（フジテレビ スポーツ局）
- 演出：萬匠祐基（フジテレビ）
- チーフプロデューサー：中嶋優一（フジテレビ）
- 制作：フジテレビ 制作局 第二制作センター
- 制作著作：フジテレビ

### 過去のスタッフ
- 広報：瀧澤航一郎（フジテレビ）
- ディレクター：児玉光生（ビーダッシュ）

## 放送局
深夜番組ではあるが、全日帯で放送しているネット局も存在する。
| 放送地域       | 放送局             | 系列                            | 放送期間                      | 放送時間                         | 備考       |
| -------------- | ------------------ | ------------------------------- | ----------------------------- | -------------------------------- | ---------- |
| 関東広域圏     | フジテレビ         | フジテレビ系列                  | 2016年4月12日 - 2017年3月14日 | 毎週火曜 0:25 - 0:55（月曜深夜） | 制作局     |
| 北海道         | 北海道文化放送     | フジテレビ系列                  | 2016年4月12日 - 2017年3月14日 | 毎週火曜 0:25 - 0:55（月曜深夜） | 同時ネット |
| 岩手県         | 岩手めんこいテレビ | フジテレビ系列                  | 2016年4月12日 - 2017年3月14日 | 毎週火曜 0:25 - 0:55（月曜深夜） | 同時ネット |
| 宮城県         | 仙台放送           | フジテレビ系列                  | 2016年4月12日 - 2017年3月14日 | 毎週火曜 0:25 - 0:55（月曜深夜） | 同時ネット |
| 山形県         | さくらんぼテレビ   | フジテレビ系列                  | 2016年4月12日 - 2017年3月14日 | 毎週火曜 0:25 - 0:55（月曜深夜） | 同時ネット |
| 福島県         | 福島テレビ         | フジテレビ系列                  | 2016年4月12日 - 2017年3月14日 | 毎週火曜 0:25 - 0:55（月曜深夜） | 同時ネット |
| 長野県         | 長野放送           | フジテレビ系列                  | 2016年4月12日 - 2017年3月14日 | 毎週火曜 0:25 - 0:55（月曜深夜） | 同時ネット |
| 島根県・鳥取県 | 山陰中央テレビ     | フジテレビ系列                  | 2016年4月12日 - 2017年3月14日 | 毎週火曜 0:25 - 0:55（月曜深夜） | 同時ネット |
| 岡山県・香川県 | 岡山放送           | フジテレビ系列                  | 2016年4月12日 - 2017年3月14日 | 毎週火曜 0:25 - 0:55（月曜深夜） | 同時ネット |
| 広島県         | テレビ新広島       | フジテレビ系列                  | 2016年4月12日 - 2017年3月14日 | 毎週火曜 0:25 - 0:55（月曜深夜） | 同時ネット |
| 福岡県         | テレビ西日本       | フジテレビ系列                  | 2016年4月12日 - 2017年3月25日 | 毎週土曜 18:30 - 19:00           | 遅れネット |
| 新潟県         | 新潟総合テレビ     | フジテレビ系列                  | 2016年4月20日 -               | 毎週火曜 0:30 - 1:00（月曜深夜） | 遅れネット |
| 静岡県         | テレビ静岡         | フジテレビ系列                  | 2016年4月22日 -               | 毎週金曜 1:00 - 1:30（木曜深夜） | 遅れネット |
| 沖縄県         | 沖縄テレビ         | フジテレビ系列                  | 2016年5月2日 -                | 毎週日曜 8:25 - 8:55             | 遅れネット |
| 高知県         | 高知さんさんテレビ | フジテレビ系列                  | 2016年5月6日 -                | 毎週金曜 15:20 - 15:50           | 遅れネット |
| 長崎県         | テレビ長崎         | フジテレビ系列                  | 2016年5月15日 -               | 不定期                           | 単発       |
| 中京広域圏     | 東海テレビ         | フジテレビ系列                  | 2016年5月21日 -               | 毎週土曜 10:25 - 10:55           | 遅れネット |
| 鹿児島県       | 鹿児島テレビ       | フジテレビ系列                  | 2016年6月23日 -               | 毎週木曜 15:30 - 16:00           | 遅れネット |
| 大分県         | テレビ大分         | 日本テレビ系列 / フジテレビ系列 | 2016年7月12日 -               | 毎週火曜 1:54 - 2:24（月曜深夜） | 遅れネット |
| 近畿広域圏     | 関西テレビ         | フジテレビ系列                  | ‐2017年4月11日                | 毎週火曜 0:25 - 1:25（月曜深夜） | 遅れネット |
| 福井県         | 福井テレビ         | フジテレビ系列                  | 2016年10月7日 -               | 毎週金曜 19:00 - 19:30           | 遅れネット |